# Vincenzo Terracciano
Vincenzo Terracciano (Napoli, 28 agosto 1964) è un regista italiano.

## Biografia
Diplomatosi in regia al Centro Sperimentale di Cinematografia nel 1991, Vincenzo Terracciano si approccia al mondo del cinema realizzando inizialmente documentari e cortometraggi. Tra questi, ricordiamo un documentario del 1992 Autor De Dréville, ritratto sul regista francese Jean Dréville.
Nel 1998 debutta come regista nel film Per tutto il tempo che resta con Ennio Fantastichini e Emilio Bonucci, una sceneggiatura che vinse il "Premio Sceneggiatura" della Presidenza del Consiglio. Seguono numerose altre produzioni cinematografiche, come Ribelli per caso (2001) la cui sceneggiatura già "Menzione Speciale" Premio Solinas (1999), Tris di donne e abiti nuziali (2009), e televisive come Un posto al sole, Grandi domani, Caterina e le sue figlie, Mogli a pezzi, Né con te, né senza di te , Paura di amare e Amore pensaci tu.

## Filmografia

### Cinema
- Per tutto il tempo che ci resta (1998)
- Ribelli per caso (2001)
- Tris di donne e abiti nuziali (2009)

### Televisione
- Un posto al sole
- Grandi domani
- Caterina e le sue figlie
- Mogli a pezzi
- Né con te, né senza di te
- Paura di amare
- Amore pensaci tu